# نواه كنشين براون
نواه كنشين براون (باليابانية: ブラウン ノア 賢信) (مواليد 27 مايو 2001) هو لاعب كرة قدم ياباني.

## وصلات خارجية
- نواه كنشين براون على موقع رابطة كرة القدم اليابانية للمحترفين (اليابانية)
- نواه كنشين براون على موقع قاعدة بيانات كرة القدم.إي يو (الإنجليزية)
- نواه كنشين براون على موقع Soccerway.com (الإنجليزية)
- نواه كنشين براون على موقع عالم كرة القدم.نت (الإنجليزية)